# Індіан-Айленд 28
Індіан-Айленд 28 (англ. Indian Island 28) — індіанська резервація в Канаді, у провінції Нью-Брансвік, у межах графства Кент.

## Населення
За даними перепису 2016 року, індіанська резервація нараховувала 138 осіб, показавши зростання на 42,3%, порівняно з 2011-м роком. Середня густина населення становила 490,1 осіб/км².
З офіційних мов обидвома одночасно володіли 25 жителів, тільки англійською — 115. Усього 55 осіб вважали рідною мовою не одну з офіційних, з них усі — одну з корінних мов.
Працездатне населення становило 68,4% усього населення, рівень безробіття — 30,8%.

## Клімат
Середня річна температура становить 5,2°C, середня максимальна – 22,4°C, а середня мінімальна – -14,1°C. Середня річна кількість опадів – 1 159 мм.
| Клімат поселення                              | Клімат поселення | Клімат поселення | Клімат поселення | Клімат поселення | Клімат поселення | Клімат поселення | Клімат поселення | Клімат поселення | Клімат поселення | Клімат поселення | Клімат поселення | Клімат поселення | Клімат поселення |
| Показник                                      | Січ.             | Лют.             | Бер.             | Квіт.            | Трав.            | Черв.            | Лип.             | Серп.            | Вер.             | Жовт.            | Лист.            | Груд.            |                  |
| Середній максимум, °C                         | −3,86            | −3,22            | 1,71             | 7,58             | 14,26            | 20,18            | 22,37            | 21,70            | 16,92            | 11,09            | 5,44             | −1,61            |                  |
| Середня температура, °C                       | −8,98            | −8,36            | −3,42            | 2,45             | 9,12             | 15,06            | 19,19            | 18,53            | 13,76            | 7,93             | 2,28             | −4,77            |                  |
| Середній мінімум, °C                          | −14,13           | −13,5            | −8,57            | −2,69            | 3,98             | 9,93             | 16,02            | 15,37            | 10,58            | 4,75             | −0,88            | −7,95            |                  |
| Норма опадів, мм                              | 113              | 88               | 96               | 92               | 100              | 88               | 101              | 85               | 85               | 92               | 109              | 110              |                  |
| Середньомісячна швидкість вітру, м/с          | 4.90             | 4.73             | 4.89             | 4.70             | 4.39             | 3.94             | 3.60             | 3.60             | 3.93             | 4.40             | 4.70             | 4.99             |                  |
| Середньомісячна сонячна радіація, кДж/м²·день | 5171             | 8672             | 12442            | 15301            | 18288            | 20406            | 20073            | 17550            | 13061            | 8219             | 4790             | 3906             |                  |
| --------------------------------------------- | ---------------- | ---------------- | ---------------- | ---------------- | ---------------- | ---------------- | ---------------- | ---------------- | ---------------- | ---------------- | ---------------- | ---------------- | ---------------- |
| Джерело:                                      |                  |                  |                  |                  |                  |                  |                  |                  |                  |                  |                  |                  |                  |